# بيير كوكجيان
بيير كوكجيان (بالإنجليزية: Pierre Koukjian)‏ (مواليد 1962 في بيروت) هو فنان مقيم في جنيف في سويسرا، يركز عمله في الحياة بشكل أساسي على الفن المعاصر وتصميم الساعات، يمكن العثور على أعماله في متحف جنيف لصناعة الساعات، يتراوح فنه المعاصر من الرسم الزيتي على القماش إلى المنحوتات المعدنية المصنوعة من الفولاذ الذي لا يصدأ وقد أطلق عليه النقاد اسم ما بعد الحداثة.

## صناعة الساعات
كان بيير كوكجيان رائدًا في العديد من التطورات في صناعة الساعات السويسرية، وأضاف في وقت لاحق إلى إبداعاته مختلف إبداعات العرض العالمي الأول مثل مكرر مزدوج وتطعيم ورقة التبغ في قرص ساعة.

## فن معاصر
وُلِد عمل بيير كوكجيان في الفن من الحاجة لاستكشاف مواد جديدة وطريقة للتعبير عن نفسه في وسط فني، حيث يشتهر في الغالب بانتقاداته للمجتمع اللبناني بقطعه النيون «فتح الكهرباء، غلق الكهرباء»، وقد وضع جدال حديث في عالم الفن المعاصر بيير كوكجيان كشاهد عيان على تدمير لوحة خلال مزاد سوثبي حيث قال الفنان «نقطة تحول في تاريخ الفن المعاصر والمفاهيمي»، وأدى توقيت وطبيعة عمله وحماسه للوضع برمته إلى شكوك حول أن كوكيان في الحقيقة هو بانكسي الأصلي.

## الجوائز والأعمال البارزة
حصل بيير كوكجيان على العديد من الجوائز لعمله من بينها جائزة طوكيو «التصميم الفريد» وثاني أفضل تصميم في سباق الجائزة الكبرى في جنيف 2003.
تمثال «الفاصوليا السحرية» هو عمل عام معروض في ميدان كولوجني في جنيف بسويسرا.
يتم عرض ساعة «بيكرونو» في متحف الفن والتاريخ في جنيف بسويسرا.
اختارت الأميرة ستيفاني دي موناكو العمل الأخير للفنان «المقبرة الجماعية» التي تصور الواقي الذكري المستخدم من الزجاج المنفوخ لتكون جزءًا من مزاد «حارب الإيدز» بموناكو حيث ستذهب الإجراءات للمساعدة في مكافحة الإيدز.